# 布里地区马罗勒 (塞纳-马恩省)
布里地区马罗勒（法語：Marolles-en-Brie，法語發音：[maʁɔl ɑ̃ bʁi] ⓘ）是法国法蘭西島大區塞纳-马恩省的一个市镇，属于莫城区。 

## 地理
布里地区马罗勒（48°46'36"N, 3°9'51"E）面积9.05 平方千米，位于法国法蘭西島大區塞纳-马恩省，该省份为法国北部内陆省份，北起瓦兹省，西接埃松省、马恩河谷省、塞纳-圣但尼省和瓦兹河谷省，南至卢瓦雷省，东南接约讷省，东临马恩省和奥布省，东北接埃纳省。
与布里地区马罗勒接壤的市镇（或旧市镇、城区）包括：圣西梅翁、阿米伊、布里地区沙伊、舍夫吕、布里地区舒瓦西。

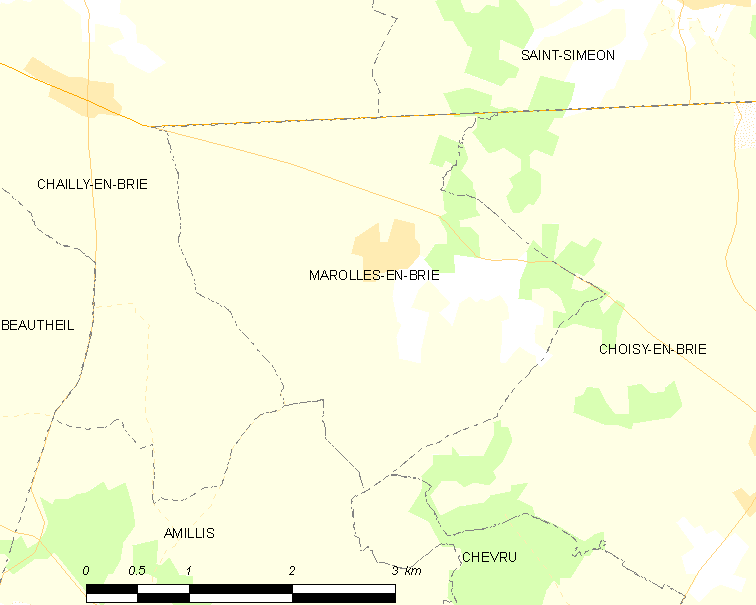
的OSM定位图

布里地区马罗勒的时区为UTC+01:00、UTC+02:00（夏令时）。

## 行政
布里地区马罗勒的邮政编码为77120，INSEE市镇编码为77278。

## 政治
布里地区马罗勒所属的省级选区为库洛米耶县。

## 人口

1962-2008年间人口变化图示

布里地区马罗勒于2022年1月1日时的人口数量为413人。